# John Astor

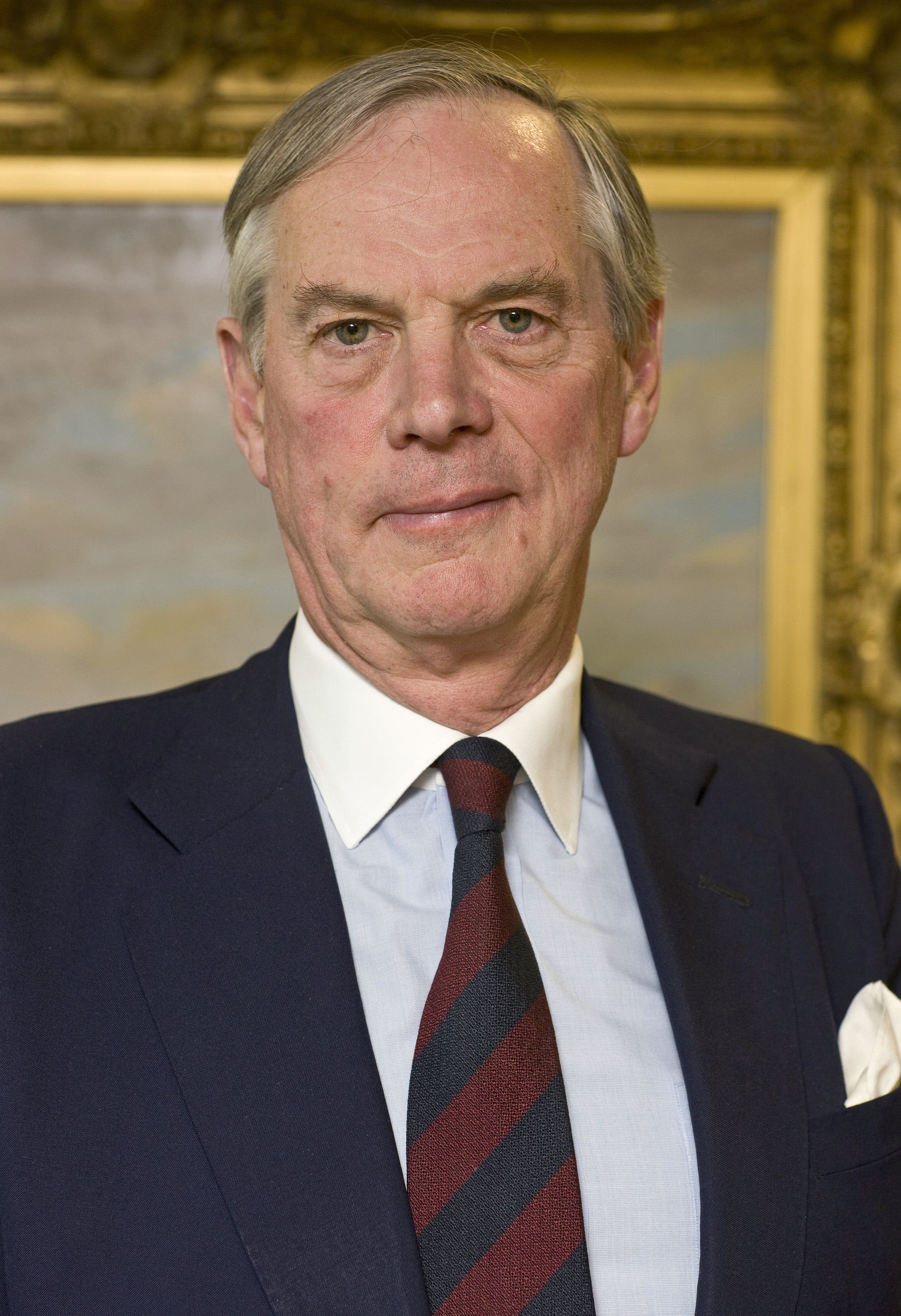

John Jacob Astor (ur. 16 czerwca 1946), brytyjski arystokrata, polityk i przedsiębiorca, najstarszy syn Gavina Astora, 2. barona Astor of Hever i lady Irene Haig, córki 1. hrabiego Haig.
Wykształcenie odebrał w Eton College. W latach 1966–1970 r. służył w regimencie Life Guards w Malezji, Hongkongu i Irlandii Północnej oraz podczas ceremonialnych uroczystości w Londynie. Następnie pracował we Francji jako dyrektor zarządzający Honon et Cie i Astor France. Jest powiernikiem Astor Foundation, Astor of Hever Trust oraz Canterbury Cathedral Trust. Jest również przewodniczącym Rochester Cathedral Trust. Jest również członkiem Kent Committee of the County Land. Jest prezydentem Motorsport Industry Association, Sevenoaks Westminster Patrons Club, National Association of Valuers and Auctioneers, Kent Federation of Aminity Societes oraz Eden Valley Museum.
Lord Astor utrzymuje także patronat nad The New School of West Heath, Edenbridge and District Rifle Club, Legeaue of Friends of Edenbridge Hospital, Durand Group, Kent Youth Association, Bridge Trust, Aquarian Opera, Edenbridge Music & Arts Trust oraz Worldwide Volunteering for Young People.
Po śmierci ojca w 1984 r. odziedziczył tytuł barona Astor of Hever i zasiadł w Izbie Lordów. W 1994 r. był obserwatorem z ramienia brytyjskiego Parlamentu na wyborach powszechnych w Południowej Afryce. W latach 1996–1998 był członkiem Komitetu Wykonawczego Stowarzyszenia Parów Konserwatywnych. Po reformie Izby Lordów w 1999 r. został wybrany jako par dziedziczny. W latach 1998–2001 był speakerem opozycji w sprawach bezpieczeństwa socjalnego i zdrowia. Od 2001 r. był opozycyjnym speakerem w sprawach zagranicznych i sprawach Wspólnoty Narodów. Od 2003 r. jest speakerem opozycji w sprawach obrony.
Lord Astor jest sekretarzem Międzypartyjnej Komisji Spraw Odstrzału i Ochrony, Międzypartyjnej Komisji Motoryzacyjnej, Międzyparlamentarnej Grupy Parlamentarnej Brytyjsko-Szwajcarskiej i Międzypartyjnej Gruby ds. Autyzmu (jedna z jego córek cierpi na autyzm). Jest również skarbnikiem Brytyjsko-Południowoafrykańskiej Grupy Parlamentarnej i Francusko-Brytyjskiego Komitetu Relacji Parlamentarnych oraz jest wiceprzewodniczącym Międzypartyjnej Grupy Thames Gateway.
W 1995 r. pilnował przeprowadzenia przez Izbę Lordów New Drivers Act, a w 1996 r. Trading Schemes Act. Od 1998 r. jest głównym whipem Partii Konserwatywnej w Izbie Lordów. Od 1996 r. jest zastępcą Lorda Namiestnika Kentu.
1 lipca 1970 r. poślubił Fionę Dianę Lennox Harvey, córkę kapitana Rogera Harveya i Diany Mairwaning, córki Harry'ego Mainwaringa, 5. baroneta. John i Fiona mieli razem trzy córki:
- Camilla Astor (ur. 8 maja 1974)
- Tania Jentie Astor (ur. 18 kwietnia 1978)
- Violet Magdalene Astor (ur. 1980)

Małżeństwo to zakończyło się rozwodem w 1990 r. W tym samym roku lord Astor poślubił Elizabeth Constance Mackintosh (ur. 4 maja 1950), córkę Johna Mackintosha, 2. wicehrabiego Mackintosh of Halifax i Brondy Fibiger, córki Louisa Fibigera. John i Elizabeth mają razem syna i córkę:
- Charles Gavin John Astor (ur. 10 listopada 1990)
- Olivia Alexandra Elizabeth Astor (ur. 21 listopada 1992)

Lord Astor z rodziną mieszka obecnie we Frenchstreet House w Westerham, w hrabstwie Kent.